# Live at the Sydney Opera House (America)
Live at the Sydney Opera House è il sesto album dal vivo del gruppo folk rock statunitense America, pubblicato nel 2004.

## Tracce
Durata totale: 154:36
1. Riverside (Dewey Bunnell)
2. Ventura Highway (Bunnell)
3. You Can Do Magic (Russ Ballard)
4. Don't Cross the River (Dan Peek)
5. Daisy Jane (Gerry Beckley)
6. To Each His Own (Beckley)
7. Company (Bunnell)
8. Three Roses (Bunnell)
9. I Need You (Beckley)
10. Baby It's Up To You (Beckley)
11. Wheels Are Turning (Beckley, Bunnell)
12. Tin Man (Bunnell)
13. The Border (Ballard, Bunnell)
14. Woman Tonight (Peek)
15. Only in Your Heart (Beckley)
16. California Dreamin' (John Phillips, Michelle Phillips) – The Mamas & the Papas
17. Lonely People (Peek, Catherine Peek)
18. Hangover (Bunnell)
19. Never By Lonely (Beckley, Bill Mumy)
20. Sandman (Bunnell)
21. Sister Golden Hair (Beckley)
22. All My Life (Beckley)
23. Everyone I Meet Is From California (Peek) – California Revisited
24. A Horse with No Name (Bunnell)